# Droga stanowa 16 (Australia)
Droga stanowa 16, (State Route 16) - numeryczne oznaczenie trzech australijskich dróg przebiegających na obszarze Terytorium Północnego, o łącznej długości 548 km.
Nazwy własne dróg, wchodzących w skład drogi stanowej nr 16
- Barkly Stock Route[1]
- Cresswell Road[2]
- Calvert Road[3]